# 新妻利久
新妻 利久（にいずま としひさ）は、日本の歴史学者。専門は渤海史。
1939年東京高等師範学校研究科国史科卒業。1960年國學院大學より文学博士。
渤海使に対する北路来朝禁止を示す大政官処分、就中、そこに見られる旧例・古例に注目して検討を加える研究を行った。

## 著書

### 単著
- 『やまと邪馬台国』（新月社、1967年）
- 『渤海国史及び日本との国交史の研究』（東京電機大学出版局、1969年）